# Amatiste

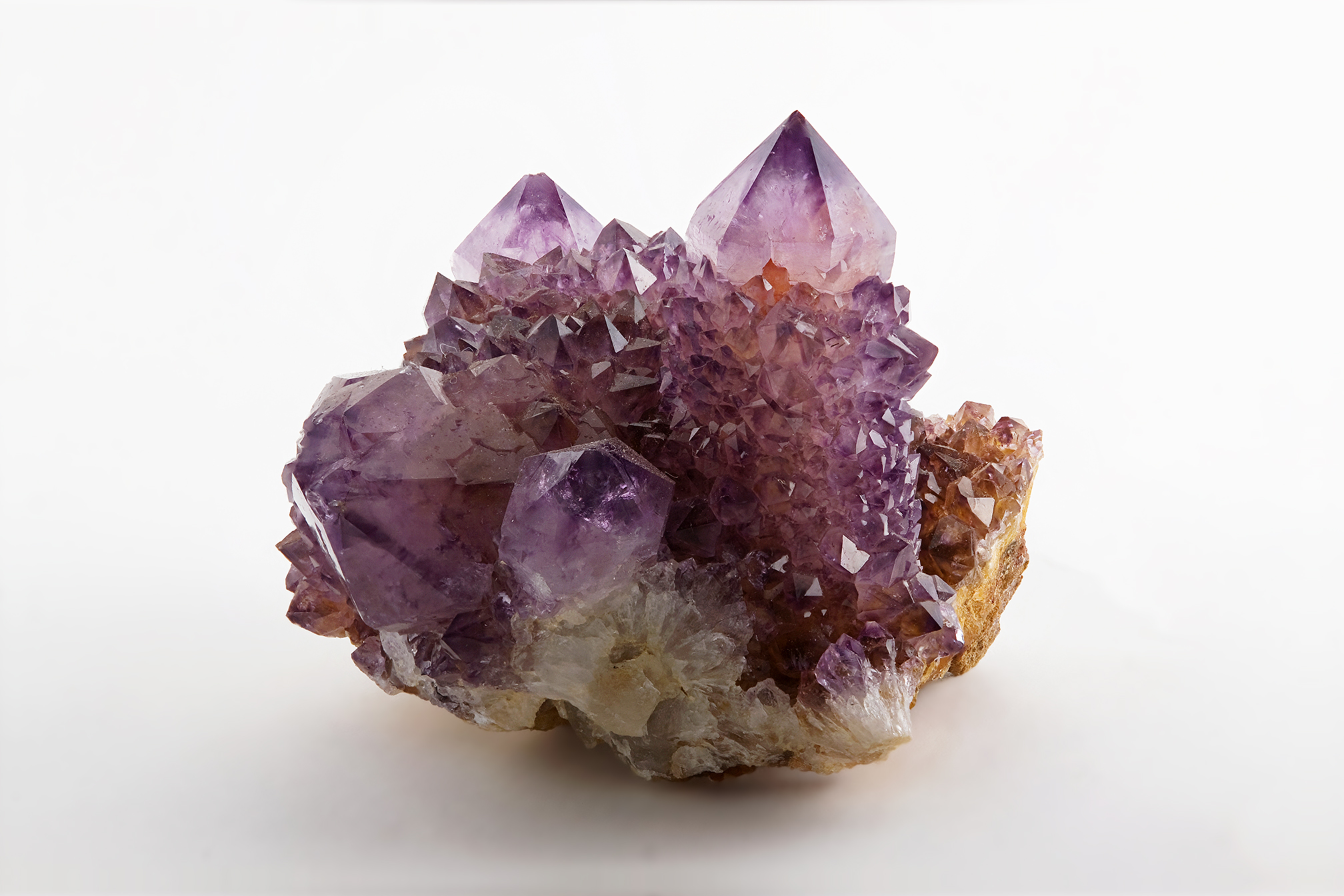
Una amatista de Sudáfrica.

Amatiste o Amethystos ( en griego antiguo: Ἀμέθυστη, romanizado: Améthustē, lit. 'no-borracho'        </link></link> ) es supuestamente una ninfa de la mitología griega que fue convertida en piedra preciosa por la diosa Diana / Artemisa para evitar un terrible destino a manos del dios Dioniso, explicando así el origen de la piedra semipreciosa amatista. Aunque esta historia se puede leer en varias páginas de internet y algunos libros, no existe ninguna fuente antigua que la recoja, y su origen parece ser muy  posterior a la antigua Grecia o la Roma histórica.

## El alegato
La supuesta historia suele contar que el dios del vino y la viticultura, Baco, se enamoró de una hermosa ninfa llamada Amatiste o Amethystos, pero ella lo rechazó. Él la persiguió y ella huyó mientras rezaba a los dioses para que protegieran su virginidad. Fue Diana / Artemisa, la diosa de la castidad, quien se compadeció de la muchacha y la transformó en una purísima gema blanca. Baco se rindió y, al ver la piedra, se arrepintió de su comportamiento y, derramando algo de vino sobre la blanca gema, la tiñó de púrpura para siempre.
Otra historia afirma que Baco, agraviado por el desinterés de los mortales, anunció que la primera persona que encontrara sería devorada por sus tigres El destino quiso que esa primera persona fuera Amatista, una hermosa doncella que se dirigía al santuario de Diana a presentar sus respetos. Al ver a las bestias, pidió ayuda a su protectora y Diana la convirtió en una piedra blanca. Como en la primera versión, Baco se arrepintió de sus acciones y derramó vino, tiñendo la piedra blanca de un oscuro color púrpura. 

## Origen de la leyenda

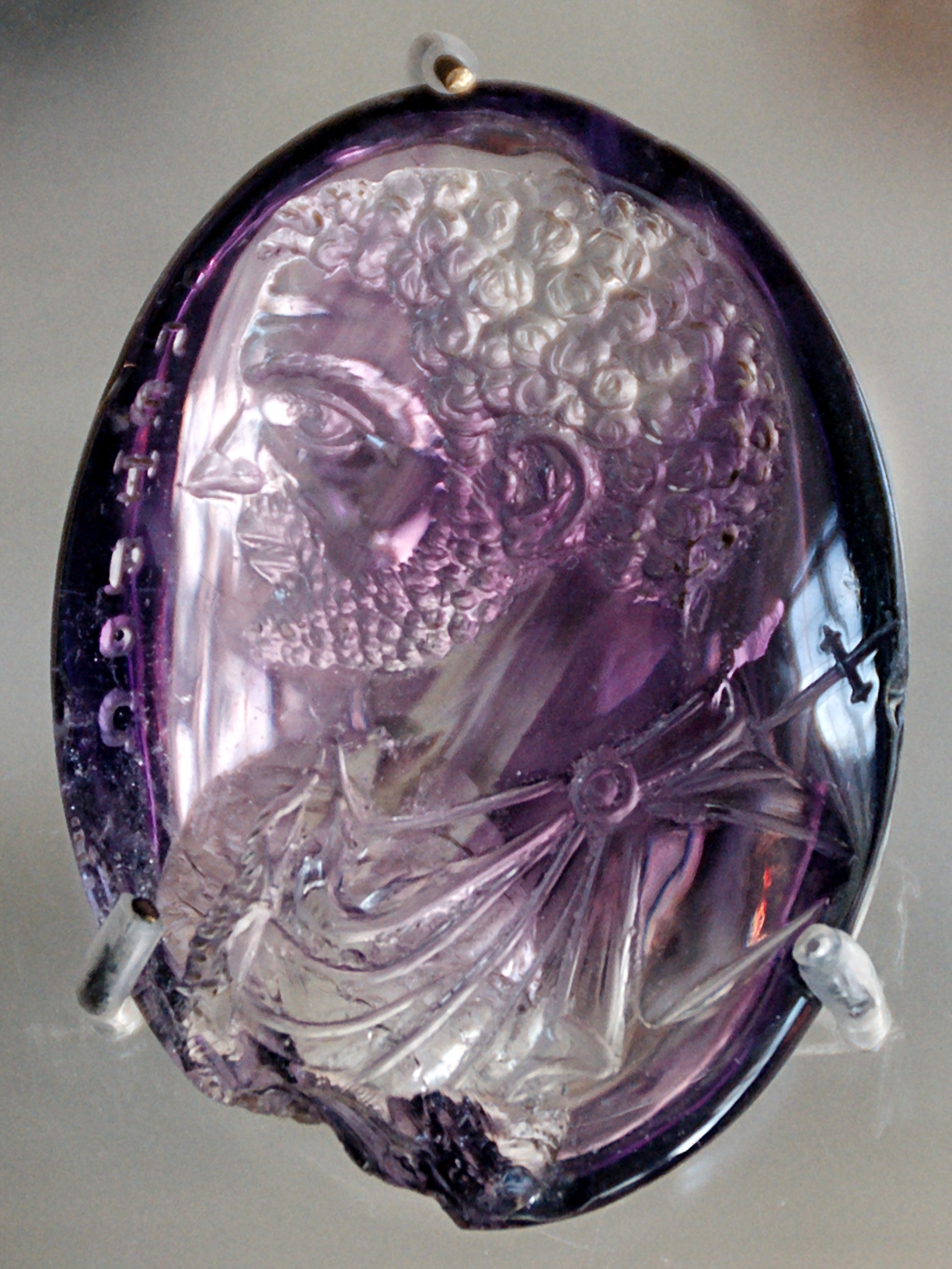
Bajorrelieve romano sobre amatista, que representa al emperador Caracalla. En un tiempo formó parte del Tesoro de la Sainte-Chapelle.

El mito de Amatiste (o Amatista) no está basado en textos auténticos escritos por antiguos autores griegos o romanos. Fue, de hecho, el poeta francés Rémy Belleau (1528-1577) quien inventó un mito en el que Baco se enamoraba y perseguía a Amatista en su poema L'Amethyste, ou les Amours de Bacchus et d'Amethyste ("La Amatista, o los amores de Baco y Amatista").  La versión que incluye a los tigres es también de origen francés. 
Aunque en ningún mito aparezca ninfa alguna que se convierta en la piedra preciosa, el autor de la Antigüedad tardía Nono afirma que Dioniso recibió de su abuela Rea una piedra de amatista que podía utilizarse para preservar la sobriedad del bebedor de vino.  Pero esta leyenda apócrifa se alimenta, de hecho, de tropos genuinos y habituales en los mitos griegos, concretamente del tema de la doncella que atrae la atención no deseada de un dios, huye de él y es transformada en otra cosa por la intervención de una deidad misericordiosa, como sucede en las leyendas de Dafne, Aretusa, Corone, Taigete, las Pléyades y muchas otras.
En la antigüedad, la amatista era considerada un amuleto mágico o un antídoto que protegía al bebedor contra la embriaguez,   razón por la cual a menudo se tallaban en ella las copas destinadas a beber vino . Esta creencia pudo inferirse de la propia etimología de la palabra, que derivaría de ἀ</link>-, que expresa negación, y μεθύω</link>, «emborracharse», con el significado de «no ebrio» o «no embriagador». 